# 2011-es Formula–1 magyar nagydíj
A magyar nagydíj volt a 2011-es Formula–1 világbajnokság tizenegyedik futama, amelyet 2011. július 29. és július 31. között rendeztek meg a magyarországi Hungaroring-en, Mogyoródon. Ez volt a 26. Formula–1-es futam Magyarországon.

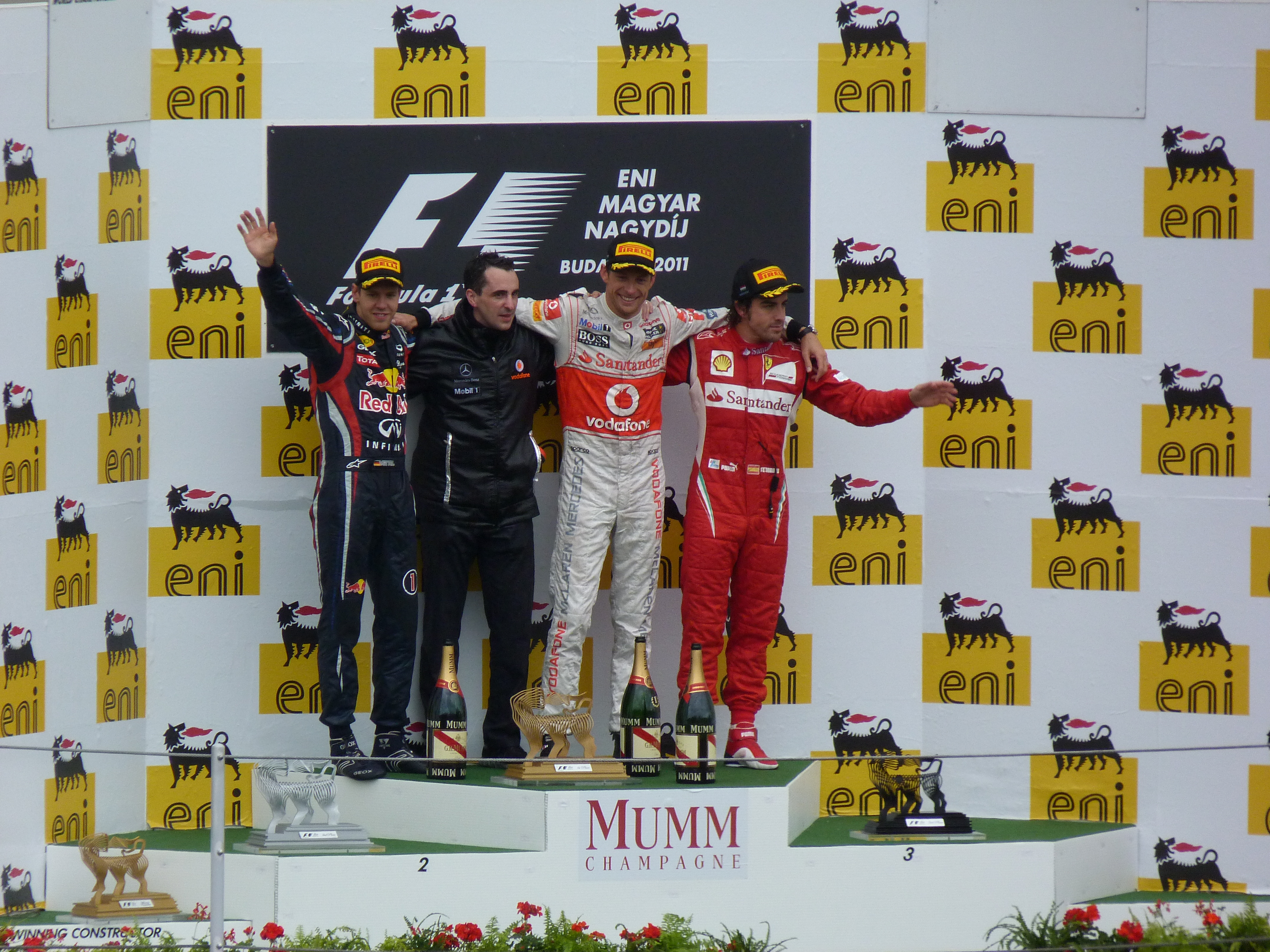
Jenson Button az eredményhirdetésen

## Szabadedzések

### Első szabadedzés
A magyar nagydíj első szabadedzését július 29-én, pénteken délelőtt tartották.
| Helyezés | Versenyző          | Csapat/Motor         | Elért idő | Különbség | Futott kör |
| -------- | ------------------ | -------------------- | --------- | --------- | ---------- |
| 1        | Lewis Hamilton     | McLaren-Mercedes     | 1:23,350  | −         | 19         |
| 2        | Sebastian Vettel   | Red Bull-Renault     | 1:23,564  | +0,214    | 24         |
| 3        | Fernando Alonso    | Ferrari              | 1:23,642  | +0,292    | 29         |
| 4        | Mark Webber        | Red Bull-Renault     | 1:23,666  | +0,316    | 12         |
| 5        | Jenson Button      | McLaren-Mercedes     | 1:23,772  | +0,422    | 20         |
| 6        | Felipe Massa       | Ferrari              | 1:24,115  | +0,765    | 25         |
| 7        | Nico Rosberg       | Mercedes             | 1:24,250  | +0,900    | 22         |
| 8        | Michael Schumacher | Mercedes             | 1:24,369  | +1,019    | 20         |
| 9        | Sergio Pérez       | Sauber-Ferrari       | 1:24,620  | +1,270    | 24         |
| 10       | Vitalij Petrov     | Renault              | 1:25,093  | +1,743    | 22         |
| 11       | Kobajasi Kamui     | Sauber-Ferrari       | 1:25,113  | +1,763    | 21         |
| 12       | Paul di Resta      | Force India-Mercedes | 1:25,336  | +1,986    | 22         |
| 13       | Nico Hülkenberg    | Force India-Mercedes | 1:25,357  | +2,007    | 17         |
| 14       | Rubens Barrichello | Williams-Cosworth    | 1:25,836  | +2,486    | 24         |
| 15       | Bruno Senna        | Renault              | 1:25,855  | +2,505    | 25         |
| 16       | Sébastien Buemi    | Toro Rosso-Ferrari   | 1:25,890  | +2,540    | 28         |
| 17       | Jaime Alguersuari  | Toro Rosso-Ferrari   | 1:26,099  | +2,749    | 36         |
| 18       | Pastor Maldonado   | Williams-Cosworth    | 1:26,124  | +2,774    | 25         |
| 19       | Heikki Kovalainen  | Lotus-Renault        | 1:26,878  | +3,528    | 26         |
| 20       | Jarno Trulli       | Lotus-Renault        | 1:27,352  | +4,002    | 21         |
| 21       | Timo Glock         | Virgin-Cosworth      | 1:28,533  | +5,183    | 30         |
| 22       | Jérôme d’Ambrosio  | Virgin-Cosworth      | 1:28,903  | +5,553    | 22         |
| 23       | Vitantonio Liuzzi  | HRT-Cosworth         | 1:29,059  | +5,709    | 24         |
| 24       | Daniel Ricciardo   | HRT-Cosworth         | 1:29,904  | +6,554    | 26         |

### Második szabadedzés
A magyar nagydíj második szabadedzését július 29-én, pénteken délután tartották.
| Helyezés | Versenyző          | Csapat/Motor         | Elért idő | Különbség | Futott kör |
| -------- | ------------------ | -------------------- | --------- | --------- | ---------- |
| 1        | Lewis Hamilton     | McLaren-Mercedes     | 1:21,018  | −         | 29         |
| 2        | Fernando Alonso    | Ferrari              | 1:21,259  | +0,241    | 40         |
| 3        | Jenson Button      | McLaren-Mercedes     | 1:21,322  | +0,304    | 34         |
| 4        | Mark Webber        | Red Bull-Renault     | 1:21,508  | +0,490    | 35         |
| 5        | Sebastian Vettel   | Red Bull-Renault     | 1:21,549  | +0,531    | 31         |
| 6        | Felipe Massa       | Ferrari              | 1:22,099  | +1,081    | 40         |
| 7        | Nico Rosberg       | Mercedes             | 1:22,121  | +1,103    | 36         |
| 8        | Michael Schumacher | Mercedes             | 1:22,440  | +1,422    | 36         |
| 9        | Paul di Resta      | Force India-Mercedes | 1:22,835  | +1,817    | 40         |
| 10       | Adrian Sutil       | Force India-Mercedes | 1:22,981  | +1,963    | 37         |
| 11       | Kobajasi Kamui     | Sauber-Ferrari       | 1:23,030  | +2,012    | 34         |
| 12       | Sergio Pérez       | Sauber-Ferrari       | 1:23,399  | +2,381    | 37         |
| 13       | Rubens Barrichello | Williams-Cosworth    | 1:23,679  | +2,661    | 34         |
| 14       | Nick Heidfeld      | Renault              | 1:23,861  | +2,843    | 28         |
| 15       | Pastor Maldonado   | Williams-Cosworth    | 1:24,181  | +3,163    | 39         |
| 16       | Jaime Alguersuari  | Toro Rosso-Ferrari   | 1:24,182  | +3,164    | 26         |
| 17       | Vitalij Petrov     | Renault              | 1:24,546  | +3,528    | 21         |
| 18       | Sébastien Buemi    | Toro Rosso-Ferrari   | 1:24,878  | +3,860    | 35         |
| 19       | Jarno Trulli       | Lotus-Renault        | 1:24,994  | +3,976    | 38         |
| 20       | Heikki Kovalainen  | Lotus-Renault        | 1:25,447  | +4,429    | 39         |
| 21       | Timo Glock         | Virgin-Cosworth      | 1:26,823  | +5,805    | 33         |
| 22       | Jérôme d’Ambrosio  | Virgin-Cosworth      | 1:27,261  | +6,243    | 28         |
| 23       | Daniel Ricciardo   | HRT-Cosworth         | 1:27,730  | +6,712    | 31         |
| 24       | Vitantonio Liuzzi  | HRT-Cosworth         | 1:28,255  | +7,237    | 25         |

### Harmadik szabadedzés
A magyar nagydíj harmadik szabadedzését július 30-án, szombaton délelőtt tartották.
| Helyezés | Versenyző          | Csapat/Motor         | Elért idő | Különbség | Futott kör |
| -------- | ------------------ | -------------------- | --------- | --------- | ---------- |
| 1        | Sebastian Vettel   | Red Bull-Renault     | 1:21,168  | −         | 17         |
| 2        | Fernando Alonso    | Ferrari              | 1:21,469  | +0,301    | 13         |
| 3        | Jenson Button      | McLaren-Mercedes     | 1:21,639  | +0,471    | 14         |
| 4        | Mark Webber        | Red Bull-Renault     | 1:21,645  | +0,477    | 18         |
| 5        | Felipe Massa       | Ferrari              | 1:22,002  | +0,834    | 14         |
| 6        | Nico Rosberg       | Mercedes             | 1:22,534  | +1,366    | 22         |
| 7        | Lewis Hamilton     | McLaren-Mercedes     | 1:22,667  | +1,499    | 14         |
| 8        | Michael Schumacher | Mercedes             | 1:23,037  | +1,869    | 19         |
| 9        | Vitalij Petrov     | Renault              | 1:23,175  | +2,007    | 19         |
| 10       | Paul di Resta      | Force India-Mercedes | 1:23,276  | +2,108    | 18         |
| 11       | Nick Heidfeld      | Renault              | 1:23,281  | +2,113    | 13         |
| 12       | Sergio Pérez       | Sauber-Ferrari       | 1:23,375  | +2,207    | 18         |
| 13       | Kobajasi Kamui     | Sauber-Ferrari       | 1:23,626  | +2,458    | 25         |
| 14       | Rubens Barrichello | Williams-Cosworth    | 1:23,663  | +2,495    | 17         |
| 15       | Pastor Maldonado   | Williams-Cosworth    | 1:23,894  | +2,726    | 17         |
| 16       | Adrian Sutil       | Force India-Mercedes | 1:23,966  | +2,798    | 18         |
| 17       | Jaime Alguersuari  | Toro Rosso-Ferrari   | 1:23,998  | +2,830    | 15         |
| 18       | Sébastien Buemi    | Toro Rosso-Ferrari   | 1:25,061  | +3,893    | 19         |
| 19       | Jarno Trulli       | Lotus-Renault        | 1:25,141  | +3,973    | 20         |
| 20       | Heikki Kovalainen  | Lotus-Renault        | 1:25,501  | +4,333    | 20         |
| 21       | Jérôme d’Ambrosio  | Virgin-Cosworth      | 1:26,955  | +5,787    | 20         |
| 22       | Daniel Ricciardo   | HRT-Cosworth         | 1:26,991  | +5,823    | 19         |
| 23       | Timo Glock         | Virgin-Cosworth      | 1:27,174  | +6,006    | 16         |
| 24       | Vitantonio Liuzzi  | HRT-Cosworth         | 1:27,713  | +6,545    | 20         |

## Időmérő edzés
A magyar nagydíj időmérő edzését július 30-án, szombaton futották.
| 1                     | Sebastian Vettel   | Red Bull-Renault     | 1:21,740 | 1:21,095   | 1:19,815   |
| 2                     | Lewis Hamilton     | McLaren-Mercedes     | 1:21,636 | 1:21,105   | 1:19,978   |
| 3                     | Jenson Button      | McLaren-Mercedes     | 1:22,038 | 1:20,578   | 1:20,024   |
| 4                     | Felipe Massa       | Ferrari              | 1:22,130 | 1:21,099   | 1:20,350   |
| 5                     | Fernando Alonso    | Ferrari              | 1:21,578 | 1:20,262   | 1:20,365   |
| 6                     | Mark Webber        | Red Bull-Renault     | 1:22,208 | 1:20,890   | 1:20,474   |
| 7                     | Nico Rosberg       | Mercedes             | 1:22,996 | 1:21,243   | 1:21,098   |
| 8                     | Adrian Sutil       | Force India-Mercedes | 1:22,237 | 1:22,000   | 1:21,445   |
| 9                     | Michael Schumacher | Mercedes             | 1:22,876 | 1:21,852   | 1:21,907   |
| 10                    | Sergio Pérez       | Sauber-Ferrari       | 1:23,067 | 1:22,157   | idő nélkül |
| 11                    | Paul di Resta      | Force India-Mercedes | 1:22,976 | 1:22,256   |            |
| 12                    | Vitalij Petrov     | Renault              | 1:23,070 | 1:22,284   |            |
| 13                    | Kobajasi Kamui     | Sauber-Ferrari       | 1:23,278 | 1:22,435   |            |
| 14                    | Nick Heidfeld      | Renault              | 1:23,024 | 1:22,470   |            |
| 15                    | Rubens Barrichello | Williams-Cosworth    | 1:23,075 | 1:22,684   |            |
| 16                    | Jaime Alguersuari  | Toro Rosso-Ferrari   | 1:23,285 | 1:22,979   |            |
| 17                    | Pastor Maldonado   | Williams-Cosworth    | 1:23,847 | idő nélkül |            |
| 18                    | Sébastien Buemi *  | Toro Rosso-Ferrari   | 1:24,070 |            |            |
| 19                    | Heikki Kovalainen  | Lotus-Renault        | 1:24,362 |            |            |
| 20                    | Jarno Trulli       | Lotus-Renault        | 1:24,534 |            |            |
| 21                    | Timo Glock         | Virgin-Cosworth      | 1:26,294 |            |            |
| 22                    | Vitantonio Liuzzi  | HRT-Cosworth         | 1:26,323 |            |            |
| 23                    | Daniel Ricciardo   | HRT-Cosworth         | 1:26,479 |            |            |
| 24                    | Jérôme d’Ambrosio  | Virgin-Cosworth      | 1:26,510 |            |            |
| 107%-os idő: 1:27.288 |                    |                      |          |            |            |

* Buemi öt rajthelyes büntetést kapott a német nagydíjon Nick Heidfelddel való ütközést követően.

## Futam
A magyar nagydíj futama július 31-én, vasárnap rajtolt.
| helyezés | rajtszám | versenyző          | csapat/motor         | futott kör | idő/kiesés oka | rajthely | pont |
| -------- | -------- | ------------------ | -------------------- | ---------- | -------------- | -------- | ---- |
| 1        | 4        | Jenson Button      | McLaren-Mercedes     | 70         | 1:46:42,337    | 3        | 25   |
| 2        | 1        | Sebastian Vettel   | Red Bull-Renault     | 70         | +3,588         | 1        | 18   |
| 3        | 5        | Fernando Alonso    | Ferrari              | 70         | +19,819        | 5        | 15   |
| 4        | 3        | Lewis Hamilton     | McLaren-Mercedes     | 70         | +48,338        | 2        | 12   |
| 5        | 2        | Mark Webber        | Red Bull-Renault     | 70         | +49,742        | 6        | 10   |
| 6        | 6        | Felipe Massa       | Ferrari              | 70         | +1:23,176      | 4        | 8    |
| 7        | 15       | Paul di Resta      | Force India-Mercedes | 69         | +1 kör         | 11       | 6    |
| 8        | 18       | Sébastien Buemi    | Toro Rosso-Ferrari   | 69         | +1 kör         | 23       | 4    |
| 9        | 8        | Nico Rosberg       | Mercedes             | 69         | +1 kör         | 7        | 2    |
| 10       | 19       | Jaime Alguersuari  | Toro Rosso-Ferrari   | 69         | +1 kör         | 16       | 1    |
| 11       | 16       | Kobajasi Kamui     | Sauber-Ferrari       | 69         | +1 kör         | 13       |      |
| 12       | 10       | Vitalij Petrov     | Renault              | 69         | +1 kör         | 12       |      |
| 13       | 11       | Rubens Barrichello | Williams-Cosworth    | 68         | +2 kör         | 15       |      |
| 14       | 14       | Adrian Sutil       | Force India-Mercedes | 68         | +2 kör         | 8        |      |
| 15       | 17       | Sergio Pérez       | Sauber-Ferrari       | 68         | +2 kör         | 10       |      |
| 16       | 12       | Pastor Maldonado   | Williams-Cosworth    | 68         | +2 kör         | 17       |      |
| 17       | 24       | Timo Glock         | Virgin-Cosworth      | 66         | +4 kör         | 20       |      |
| 18       | 22       | Daniel Ricciardo   | HRT-Cosworth         | 66         | +4 kör         | 22       |      |
| 19       | 25       | Jérôme d’Ambrosio  | Virgin-Cosworth      | 65         | +5 kör         | 24       |      |
| 20       | 23       | Vitantonio Liuzzi  | HRT-Cosworth         | 65         | +5 kör         | 21       |      |
| ki       | 20       | Heikki Kovalainen  | Lotus-Renault        | 55         | vízszivárgás   | 18       |      |
| ki       | 7        | Michael Schumacher | Mercedes             | 26         | sebességváltó  | 9        |      |
| ki       | 9        | Nick Heidfeld      | Renault              | 23         | kipufogó       | 14       |      |
| ki       | 21       | Jarno Trulli       | Lotus-Renault        | 17         | vízszivárgás   | 19       |      |

## A világbajnokság állása a verseny után
| H   | Versenyzők         | Pont | H   | Konstruktőrök        | Pont |
| --- | ------------------ | ---- | --- | -------------------- | ---- |
| 1.  | Sebastian Vettel   | 234  | 1.  | Red Bull-Renault     | 383  |
| 2.  | Mark Webber        | 149  | 2.  | McLaren-Mercedes     | 280  |
| 3.  | Lewis Hamilton     | 146  | 3.  | Ferrari              | 215  |
| 4.  | Fernando Alonso    | 145  | 4.  | Mercedes GP          | 80   |
| 5.  | Jenson Button      | 134  | 5.  | Renault              | 66   |
| 6.  | Felipe Massa       | 70   | 6.  | Sauber-Ferrari       | 35   |
| 7.  | Nico Rosberg       | 48   | 7.  | Force India-Mercedes | 26   |
| 8.  | Nick Heidfeld      | 34   | 8.  | Toro Rosso-Ferrari   | 22   |
| 9.  | Vitalij Petrov     | 32   | 9.  | Williams-Cosworth    | 4    |
| 10. | Michael Schumacher | 32   | 10. | Lotus-Renault        | 0    |

(A teljes táblázat)

## Statisztikák
- Vezető helyen:
  - Sebastian Vettel: 5 kör (1-4 / 28)
  - Lewis Hamilton: 34 kör (5-12 / 14-26 / 29-40 / 43-46 / 51)
  - Jenson Button: 31 kör (17 / 41-42 / 47-50 / 52-70)
- Jenson Button 11. győzelme, Sebastian Vettel 23. pole pozíciója, Felipe Massa 14. leggyorsabb köre.
- A McLaren 137. győzelme.
- Jenson Button 200., Nico Rosberg 100. futama.
- Nick Heidfeld utolsó versenye a Formula–1-ben.